# Rodolfo Sibrian
Rodolfo Síbrian, né le 30 novembre 1963, est un ancien arbitre salvadorien de football, qui fut international de 1999 à 2007. 

## Carrière
Il a officié dans des compétitions majeures :   
- Coupe du monde de football des moins de 17 ans 2001 (2 matchs)
- Gold Cup 2002 (2 matchs)
- Gold Cup 2003 (1 match)
- Coupe du monde de football des moins de 20 ans 2005 (3 matchs)
- Gold Cup 2005 (3 matchs)